# Phyllachora yatesii
Phyllachora yatesii är en svampart som beskrevs av E. Castell. & Cif. 1937. Phyllachora yatesii ingår i släktet Phyllachora och familjen Phyllachoraceae.   Inga underarter finns listade i Catalogue of Life.